# Frances Fisher
Frances Louise Fisher (Milford-on-Sea, 11 maggio 1952) è un'attrice statunitense.

## Biografia
Fisher è nata a Milford-on-Sea, nello Hampshire, figlia di Olga Moen, casalinga, e William I. "Bill" Fisher Sr., dirigente di una raffineria di petrolio. Fino all'età di quindici anni si è trasferita nove volte a causa del lavoro del padre. Proprio a quell'età, l'attrice ha perso la madre a causa di un'insufficienza cardiaca. Dopo aver studiato al liceo di Orange, Texas, ha lavorato come segretaria fino a quando non si è trasferita in Virginia per recitare al Barter Theatre.
Fisher si è fatta conoscere recitando il ruolo del detective Deborah Saxon nella soap opera Ai confini della notte dal 1976 al 1981; più tardi ha fatto parte del cast di Sentieri nel ruolo di Suzette Saxon. Ha fatto poi teatro per altri dieci anni lavorando su palcoscenici a New York e in teatri regionali per tutta l'East Coast. Dopo aver ricoperto la parte di Lucille Ball nel film Lucy & Desi: Before the Laughter (1991), ha avuto numerosi ruoli alla tv americana, incluse parti nella serie Maledetta fortuna, Becker, e Titus. Ha anche avuto un ruolo chiave nel dramma The Lyon's Den and Glory Days. In base alla prima scelta del produttore interpretò il ruolo di Jill Taylor nella sitcom Quell'uragano di papà, ma fu sostituita da Patricia Richardson a causa di dissapori con Tim Allen. Il suo personaggio più famoso è quello dell'altezzosa dama dell’alta società Ruth DeWitt Bukater, madre della protagonista femminile Rose DeWitt Bukater (Kate Winslet) nel kolossal Titanic di James Cameron (1997). 
Nel 1999 ha ritratto la figura della madre di Audrey Hepburn, Ella Hepburn, nel film autobiografico The Audrey Hepburn Story. Fisher è apparsa in altri due film premiati con l'Oscar, La casa di sabbia e nebbia e Gli spietati. È poi apparsa nell'ultima rappresentazione scritta da Arthur Miller, Finishing the Picture al Goodman Theatre a Chicago, e Il giardino dei ciliegi, al Mark Taper Forum a Los Angeles nel 2006. Fra gli altri suoi lavori figura la serie televisiva Eureka, dove interpreta il ruolo di Eva Thorne. Fisher lavora all'interno del consiglio nazionale del sindacato attori cinematografici.

### Vita privata
A 18 anni, nel 1970 sposò Billy Mack Hamilton, da cui divorziò due anni dopo. Dal 1990 al 1995 è stata legata all'attore Clint Eastwood, da cui ha avuto una figlia, Francesca, anch'ella attrice.

## Filmografia

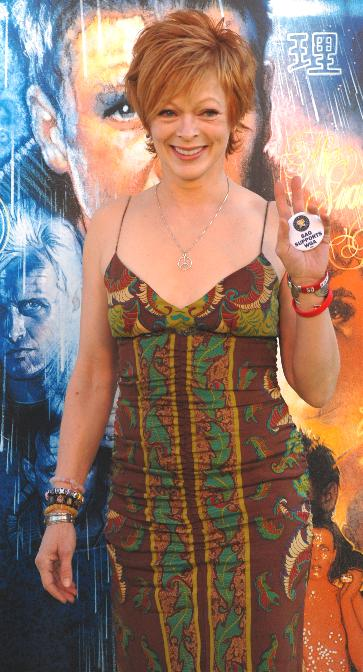
Frances Fisher ai Jules Verne Adventure Film Special Awards 2007

### Cinema
- Can She Bake a Cherry Pie?, regia di Henry Jaglom (1983)
- I duri non ballano (Tough Guys Don't Dance), regia di Norman Mailer (1987)
- L'ultimo round (Heart), regia di James Lemmo (1987)
- Patty, la vera storia di Patricia Hearst (Patty Hearst), regia di Paul Schrader (1988)
- Bum Rap, regia di Danny Irom (1988)
- Lost Angels, regia di Hugh Hudson (1989)
- Pink Cadillac, regia di Buddy Van Horn (1989)
- Roxy - Il ritorno di una stella (Welcome Home, Roxy Carmichael), regia di Jim Abrahams (1990)
- Pazzi a Beverly Hills (L.A. Story), regia di Mick Jackson (1991)
- Violenza a un minorenne (Frame Up), regia di Paul Leder (1991)
- Frame-Up II: The Cover-Up, regia di Paul Leder (1992)
- Gli spietati (Unforgiven), regia di Clint Eastwood (1992)
- Babyfever, regia di Victoria Foyt e Henry Jaglom (1994)
- Molly & Gina, regia di Paul Leder (1994)
- Nel Texas cadevano le stelle (The Stars Fell on Henrietta), regia di James Keach (1995)
- The Whiskey Heir, regia di JoAnn Fregalette Jansen - cortometraggio (1995)
- Perversioni femminili (Female Perversions), regia di Susan Streitfeld (1996)
- Striptease, regia di Andrew Bergman (1996)
- Fine della corsa (Trading Favors), regia di Sondra Locke (1997)
- Wild America, regia di William Dear (1997)
- Titanic, regia di James Cameron (1997)
- Fino a prova contraria (True Crime), regia di Clint Eastwood (1999)
- The Big Tease, regia di Kevin Allen (1999)
- Fuori in 60 secondi (Gone in Sixty Seconds), regia di Dominic Sena (2000)
- The Rising Place, regia di Tom Rice (2001)
- Blue Car, regia di Karen Moncrieff (2002)
- La casa di sabbia e nebbia (House of Sand and Fog), regia di Vadim Perelman (2003)
- Laws of Attraction - Matrimonio in appello (Laws of Attraction), regia di Peter Howitt (2004)
- The Night of the White Pants, regia di Amy Talkington (2006)
- Tutti i numeri del sesso (Sex and Death 101), regia di Daniel Waters (2007)
- The Kingdom, regia di Peter Berg (2007)
- Nella valle di Elah (In the Valley of Elah), regia di Paul Haggis (2007)
- My Sexiest Year, regia di Howard Himelstein (2007)
- Jolene, regia di Dan Ireland (2008)
- A Single Woman, regia di Kamala Lopez (2008)
- La partita perfetta (The Perfect Game), regia di William Dear (2009)
- Janie Jones, regia di David M. Rosenthal (2010)
- Golf in the Kingdom, regia di Susan Streitfeld (2010)
- The Roommate - Il terrore ti dorme accanto (The Roommate), regia di Christian E. Christiansen (2011)
- Sedona, regia di Tommy Stovall (2011)
- The Lincoln Lawyer, regia di Brad Furman (2011)
- Grow Up Already, regia di Richard Keith - cortometraggio (2011)
- The Perfect Fit, regia di Beth Grant - cortometraggio (2012)
- The Silent Thief, regia di Jennifer Clary (2012)
- Any Day Now, regia di Travis Fine (2012)
- Beverly Hills Chihuahua 3: Viva La Fiesta! (Beverly Hills Chihuahua 3), regia di Lev L. Spiro (2012)
- Pandora's Box, regia di Thomas G. Waites - cortometraggio (2012)
- The Host, regia di Andrew Niccol (2013)
- Plush, regia di Catherine Hardwicke (2013)
- Red Wing, regia di Will Wallace (2013)
- The M Word, regia di Henry Jaglom (2014)
- Qualcosa di buono (You're Not You), regia di George C. Wolfe (2014)
- Woman in Gold, regia di Simon Curtis (2015)
- Outlaws and Angels, regia di JT Mollner (2016)
- Love on the Run, regia di Ash Christian (2016)
- A Beautiful Day, regia di Phedon Papamichael - cortometraggio (2016)
- Amore, orgoglio e pregiudizio (Unleashing Mr. Darcy), regia di David Winning (2016)
- Titanic: Sinking the Myths, regia di Ryan Katzenbach - documentario (2017)
- Un matrimonio fuori controllo (Another Kind of Wedding), regia di Pat Kiely (2017)
- Run the Race, regia di Chris Dowling (2018)
- Holidate, regia di John Whitesell (2020)
- This Is Not a War Story, regia di Talia Lugacy (2021)
- Grace and Grit, regia di Sebastian Siegel (2021)
- Awake, regia di Mark Raso (2021)
- On Sacred Ground, regia di Joshua Tickell e Rebecca Harrell Tickell (2023)
- Reptile, regia di Grant Singer (2023)
- The King Tide, regia di Christian Sparkes (2023)
- Desert Road, regia di Shannon Triplett (2024)
- Rust, regia di Joel Souza (2024)
- The Wrong Paris, regia di Janeen Damian (2025)

### Televisione
- Ai confini della notte (The Edge of Night) – soap opera, 247 puntate (1976-1981)
- Sentieri (Guiding Light) – soap opera, 3 puntate (1985)
- Broken Vows, regia di Jud Taylor – film TV (1987)
- Un giustiziere a New York (The Equalizer) – serie TV, episodi 2x06-3x06-3x07 (1986-1987)
- Pappa e ciccia (Roseanne) – serie TV, episodio 1x08 (1988)
- Bravo Dick (Newhart) – serie TV, episodio 7x11 (1989)
- Matlock – serie TV, episodi 3x14-3x15 (1989)
- CBS Summer Playhouse – serie TV, episodio 3x05 (1989)
- La straniera (Cold Sassy Tree), regia di Joan Tewkesbury – film TV (1989)
- L'ispettore Tibbs (In the Heat of the Night) – serie TV, episodio 3x07 (1989)
- Sudie and Simpson, regia di Joan Tewkesbury – film TV (1990)
- Una casa per i Willis (A Promise to Keep), regia di Rod Holcomb – film TV (1990)
- Linea diretta (WIOU) – serie TV, episodio 1x01 (1990)
- Lucy & Desi: Before the Laughter, regia di Charles Jarrott – film TV (1991)
- I ragazzi della prateria (The Young Riders) – serie TV, episodio 3x01 (1991)
- Devlin, regia di Rick Rosenthal – film TV (1992)
- Human Target – serie TV, episodio 1x0 (1992)
- Law & Order - I due volti della giustizia (Law & Order) – serie TV, episodio 3x18 (1993)
- Crime & Punishment – serie TV, episodio 1x05 (1993)
- Splendida e mortale (Praying Mantis), regia di James Keach – film TV (1993)
- Una donna in crescendo (Attack of the 50 Ft. Woman), regia di Christopher Guest – film TV (1993)
- L'altra madre (The Other Mother: A Moment of Truth Movie), regia di Bethany Rooney – film TV (1995)
- Maledetta fortuna (Strange Luck) – serie TV, 17 episodi (1995-1996)
- Becker – serie TV, 5 episodi (1999-2000)
- The Audrey Hepburn Story – miniserie TV, regia di Steven Robman (2000)
- X-Files (The X-Files) – serie TV, episodio 8x20 (2001)
- The Lyon's Den – serie TV, 5 episodi (2003)
- E.R. - Medici in prima linea (ER) – serie TV, episodio 11x14 (2005)
- Grey's Anatomy – serie TV, episodio 2x24 (2006)
- Cold Case - Delitti irrisolti (Cold Case) – serie TV, episodio 5x17 (2008)
- The Shield – serie TV, 4 episodi (2008)
- Eureka – serie TV, 8 episodi (2008)
- The Mentalist – serie TV, episodio 2x05 (2009)
- Due uomini e mezzo (Two and a Half Men) – serie TV, episodio 7x18 (2010)
- Private Practice – serie TV, episodio 3x21 (2010)
- CSI - Scena del crimine (CSI: Crime Scene Investigation) – serie TV, episodio 12x04 (2011)
- Resurrection – serie TV, 21 episodi (2014-2015)
- Castle – serie TV, episodio 6x14 (2014)
- The Killing – serie TV, episodi 4x04-4x05 (2014)
- Masters of Sex – serie TV, 4 episodi (2015-2016)
- Criminal Minds – serie TV, episodi 11x21-11x22 (2016)
- Fargo – serie TV, episodio 3x03 (2017)
- Un matrimonio da sogno (Marrying Mr. Darcy), regia di Steven R. Monroe – film TV (2018)
- Watchmen – miniserie TV, 5 puntate (2019)
- The Rookie – serie TV, episodi 3x03-3x04 (2021)
- The Sinner – serie TV, 8 episodi (2021)

## Doppiatrici italiane
Nelle versioni in italiano delle opere in cui ha recitato, Frances Fisher è stata doppiata da:
- Antonella Giannini in X-Files, The Perfect Game, The Lincoln Lawyer, Beverly Hills Chihuahua 3: Viva La Fiesta!, Masters of Sex, Reptile
- Laura Boccanera in Nella valle di Elah, The Roommate - Il terrore ti dorme accanto, Castle
- Aurora Cancian ne Gli spietati, The Kingdom, Qualcosa di buono
- Lorenza Biella in Grey's Anatomy, Private Practice, The Killing
- Alessandra Korompay in Tutti i numeri del sesso, Due uomini e mezzo, Watchmen
- Serena Verdirosi in Roxy - Il ritorno di una stella
- Elettra Bisetti in Titanic
- Manuela Andrei in Laws of Attraction - Matrimonio in appello
- Elisabetta Cesone in Sentieri
- Barbara Castracane in Maledetta fortuna
- Maria Pia Di Meo ne La casa di sabbia e nebbia
- Stefania Romagnoli in The Host
- Vittoria Febbi in CSI - Scena del crimine
- Daniela Debolini in Any Day Now
- Angiola Baggi in Resurrection
- Roberta Gasparetti in Criminal Minds
- Roberta Greganti in Holidate